# Saint-Antonin-de-Sommaire
 Saint-Antonin-de-Sommaire  là một xã của tỉnh Eure, thuộc vùng Normandie, miền bắc nước Pháp.